# Schloss Freizell

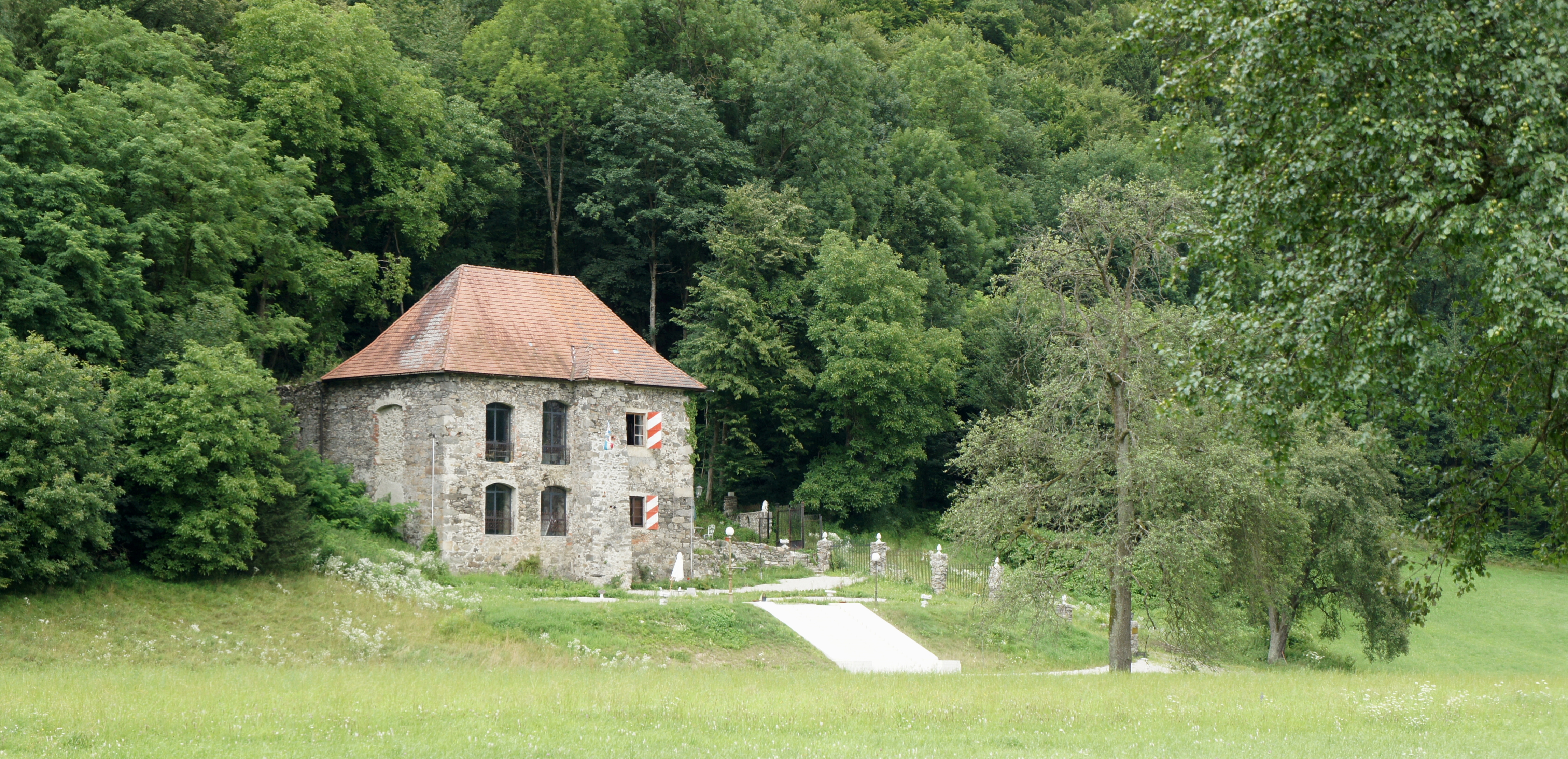
Schloss Freizell (2012) vor der Renovierung

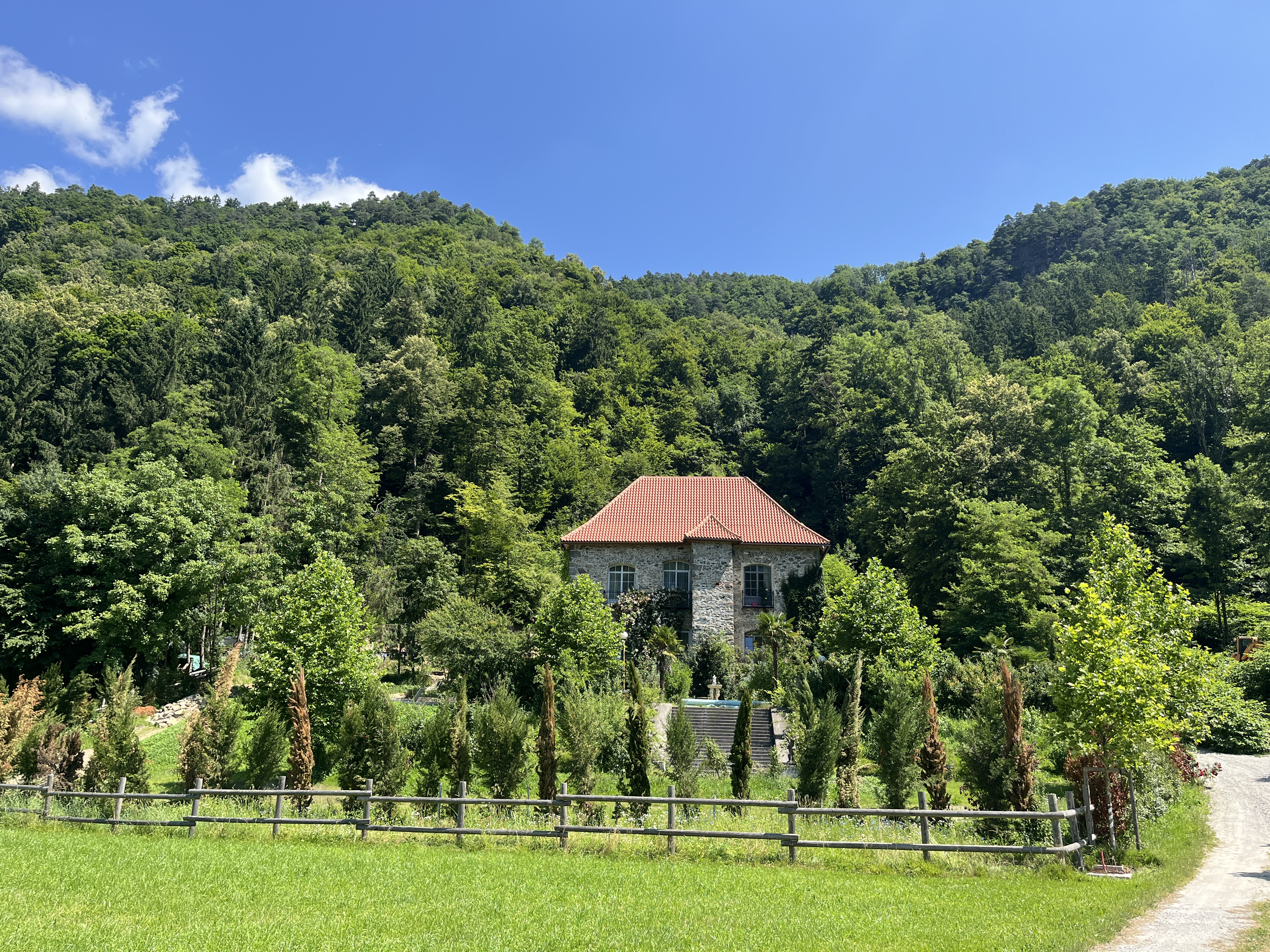
Schloss Freizell (2025) nach der Renovierung

Das Schloss Freizell, auch Freizeller Schlössel, Zellerschlössl oder Zell unter Marsbach genannt, bezeichnet einen Edelssitz am linken Donauufer, unweit der Schlögener Schlinge (Gemeinde Hofkirchen im Mühlkreis, Ortsgebiet Freizell, Bezirk Rohrbach, Mühlviertel Oberösterreich). Es liegt auf einer Anhöhe, unterhalb des benachbarten Schloss Marsbach.

## Geschichte
Die Geschichte des Schlosses geht auf das Spätmittelalter zurück. 1443 findet Freizell erstmals urkundliche Erwähnung. Freizell stand unter Passauer Lehnsherrschaft. Bis dato in Besitz von Ulrich von Starhemberg, stand es fortan im Besitz der Herren von Marsbach, die Besitzverhältnisse wechselten in den folgenden Jahrhunderten mehrmals.
Im 16. Jahrhundert zählte Freizell zum Lehen der Grafen zu Neuhaus, im 17. Jahrhundert zum Lehen des Geschlechts der Tattenbachs. Wilhelm von Tattenbach wurde 1450 urkundlich erwähnt.
Das Schloss war 1659 Schauplatz eines mysteriösen Raubmordes an Johann Christoph von Tattenbach.
Viktoria von Tattenbach wurde 1727 mit dem Schloss in Verbindung gebracht. Jahre darauf residierte Herr von Pessler in Freizell. 1870 war Herr Königseder als letzter Inhaber bekannt. Im 19. Jahrhundert galt das Schlösschen bereits als verfallen. Freizell war in ruinösem Zustand.
In den Kriegsjahren diente die Ruine als Versteck für zu bewahrende Besitztümer der hiesigen Bevölkerung. Ferner wurde Freizell keine Bedeutung mehr zugewiesen. In den 1960er Jahren kam Freizell in neue Besitzverhältnisse. Die Gegenwart gilt dem Erhalt und Wiederaufbau der Anlage.

## Baugeschichte
Die ältesten erhaltenen Teile der Anlagen gehen ins 16. Jahrhundert. Aus dieser Zeit stammt der im Obergeschoß gelegene, ehemals durchgehende Saal mit turmartigem zentralen Vorbau. Der restliche Grundriss zeigt kreuzförmige Binnenmauern mit großen Durchgängen. Die Stichbogengewände an den Außenfronten dürften aus dem 17. Jh. datieren.
Die Rechteckfenster mit rot-weiß-roten Fensterläden sind Zutaten aus einer Renovierung von 1961. Sie wurden bei einer Renovierung durch dezente graue Fensterflügel ersetzt.
Im Frühjahr 2022 zeigte sich das Schloss bewohnt und die Renovierungsarbeiten sind zu großen Teilen abgeschlossen. Es befindet sich nun in Privatbesitz.